# 브루노 게루시
브루노 게루시(Bruno Gerussi, 1928년 5월 7일 ~ 1995년 11월 21일)는 캐나다의 영화배우, 영화 감독, 텔레비전 배우이다. 1970년대 말 "셀리브리키 쿡스"라는 CBC의 텔레비전 요리 프로그램의 사회를 맡았다. 1991년 영화 스트롱 맨에 출연했다.
메디신햇에서 태어났으며 밴쿠버에서 심근 경색으로 사망하였다.